# Millionær for en aften

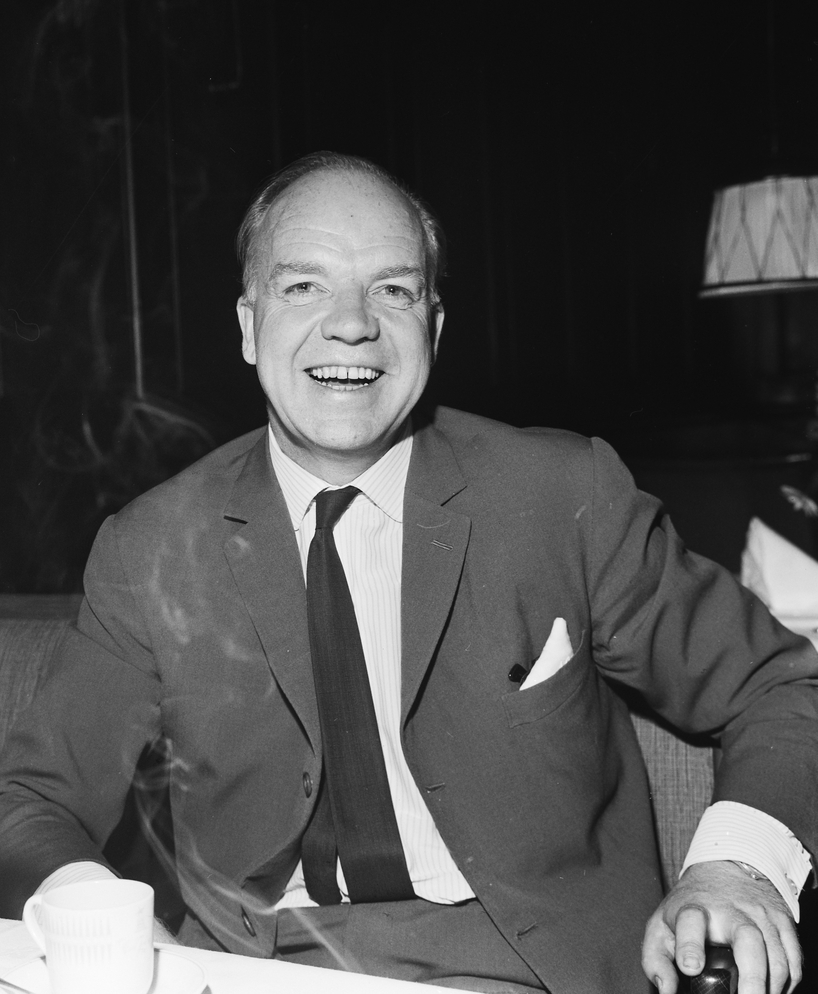

Millionær for en aften är en norsk svartvit komedifilm från 1960 i regi av Øyvind Vennerød. I rollerna ses bland andra Henki Kolstad, Unni Bernhoft och Willie Hoel.

## Handling
En skeppsredare utses för att rädda en teater som går med underskott. En balettdansare tror att redaren är journalist och ber honom spela redare för att lura teaterchefen att sätta upp ett stycke med henne som primadonna.

## Rollista
- Henki Kolstad – skeppsredaren
- Unni Bernhoft – Maj Grønlien Granner, primadonna
- Willie Hoel – teaterdirektören
- Harald Aimarsen
- Arne Bang-Hansen – Rasmus Christian Frederik Bloch, teaterns ekonomichef
- Jon Berle – dansare
- Kari Bjønnes – dansare
- Reidar Bøe
- Lalla Carlsen – innehavare av Maison Stella
- Karin Dahl – dansare
- Rolf Daleng – dansare
- Andreas Diesen
- Kari Diesen
- Johannes Eckhoff
- Leif Enger
- Egil Hjorth-Jenssen
- Sverre Holm
- Joachim Holst-Jensen
- Topsy Irgens-Olsen – dansare
- Anne-Lise Karstensen – dansare
- Helge Krüger – dansare
- Lothar Lindtner
- Gerd Mundal – dansare
- Mette Møller – dansare
- Grethe Nilsen – dansare
- Arvid Nilssen – Wang-Knutsen, revyförfattare
- Lillebil Nordrum
- Arve Opsahl – Knut Møller
- Sissel Ramberg – dansare
- Rolf Sand
- Ingebjørg Sem
- Mette Marit Sem-Andersen – dansare
- Jo Stang – dansare
- Nanna Stenersen – fru Hammer, pensionatsvärdinna
- Hanne Thorstensen – dansare
- Ulf Wengård
- Carsten Winger

## Om filmen
Millionær for en aften producerades av Contact Film AS med Anne Vennerød som produktionsledare. Den regisserades av Øyvind Vennerød baserat på ett manus av Bent Christensen och Werner Hedmann som bearbetats av honom av Jørn Ording. Ragnar Sørensen var fotograf och Øyvind Vennerød klippare. Musiken komponerades av Maj Sønstevold. Filmen hade premiär den 18 augusti 1960 i Norge.